# Luís Mendes-Victor
Luís Alberto Mendes-Victor ComSE (1931 — Lisboa, 24 de Março de 2013) foi um cientista e professor universitário português, que se destacou no campo da meteorologia e da geofísica.

## Biografia

### Nascimento e formação

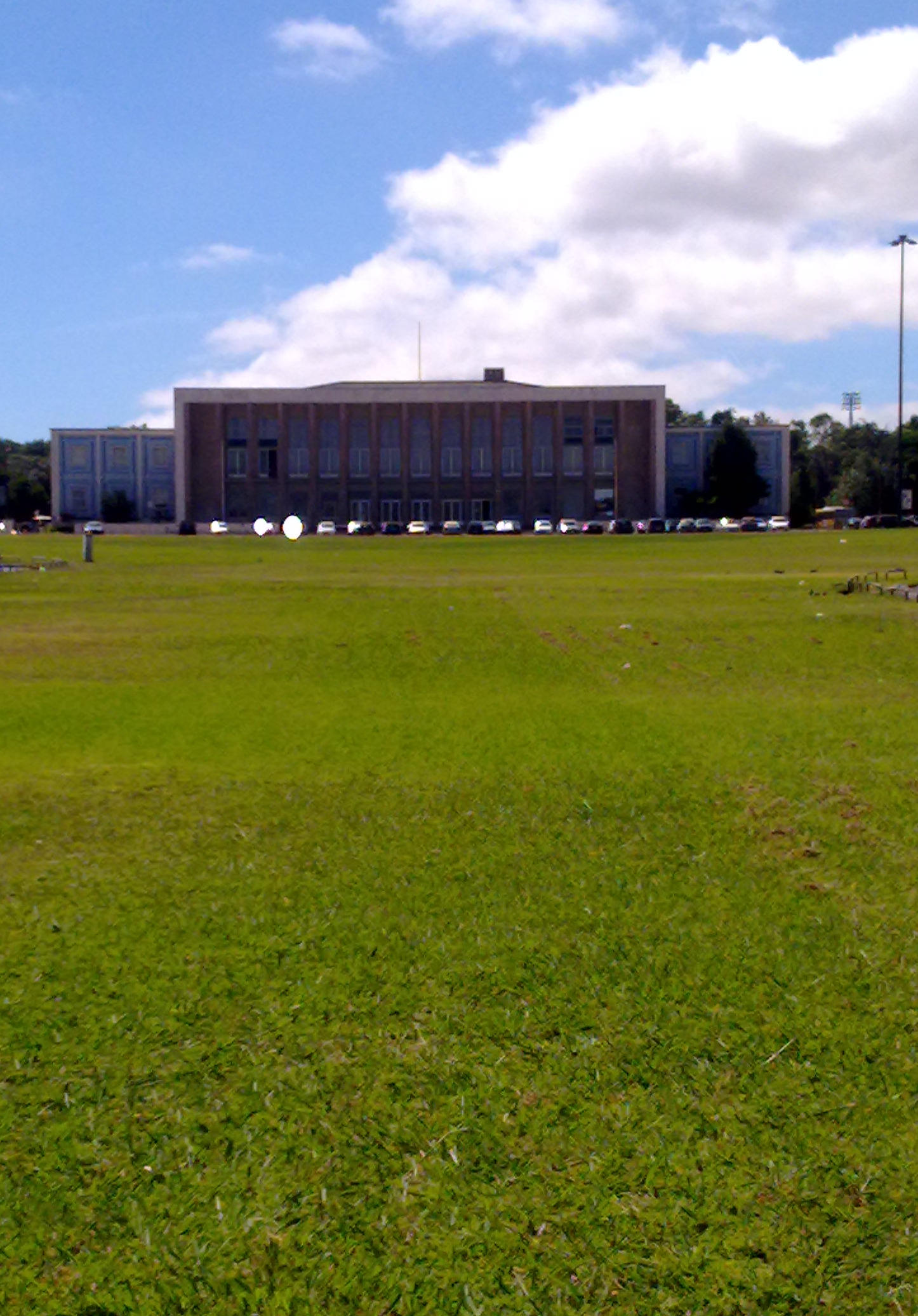
Universidade de Lisboa.

Luís Mendes-Victor nasceu em 1931.

### Carreira profissional
Luís Mendes-Victor entrou na Sociedade de Geografia de Lisboa em 31 de Maio de 1982, sendo nessa altura já um cientista reconhecido com trabalhos em várias partes do globo.
Fez trabalho de investigação durante cerca de quarenta anos, na área da geofísica. Ocupou posições de destaque em várias instituições científicas em Portugal e no estrangeiro, nas áreas da meteorologia e geofísica, incluindo director geral no Instituto Nacional de Meteorologia e Geofísica entre 1977 e 1987, vice-presidente e presidente na Associação Regional VI da Organização Meteorológica Mundial entre 1980 e 1986, membro do Conselho Executivo da Organização Meteorológica Mundial entre 1984 e 1986, presidente do Centro Europeu de Previsão do Tempo a Médio Prazo  entre 1984 e 1986, presidente do comité ad-hoc para a Investigação dos Sismos do Conselho da Europa entre 1980 e 1983, membro do Comité de Aconselhamento para a Europa da Associação Geofísica Americana, presidente do conselho de coordenação científica do Centro Universitário Europeu para o Património Cultural, e presidente do Comité Consultivo Europeu para a Avaliação da Previsão de Sismos. Em território nacional, também exerceu como presidente da divisão portuguesa da União Internacional de Geofísica e Geodesia, membro do Comité Nacional de Geotermia entre 1975 e 1978, representante oficial do conselho de investigação científica da Organização do Tratado do Atlântico Norte entre 1978 e 1985, e presidente do Comité Português para o Estudo do Espaço Exterior entre 1983 e 1986.
Em 1991, integrou-se na Faculdade de Ciências da Universidade de Lisboa, onde ensinou nas cadeiras de Geofísica, Sismologia, Prospeção Geofísica, Hidrologia e Física dos Recursos Naturais. Na Universidade de Lisboa, também foi director do Instituto Geofísico Infante Dom Luiz, onde fundou o Laboratório Associado, presidente do Instituto de Ciências da Terra e do Espaço, e secretário do Centro de Geofísica. Desta forma, foi o responsável pela introdução em Portugal do ensino e investigação moderna na geofísica, tendo sido director do grupo de investigação mais representativo daquela área.

### Falecimento e vida pessoal
Faleceu em 24 de Março de 2013, tendo o funeral tido lugar na Basílica da Estrela, e o corpo depositado no Cemitério dos Olivais.
Luís Mendes-Victor passou algum tempo na cidade de Lagos, tendo construído uma casa na cidade, e sido um dos fundadores da associação de moradores do centro histórico.

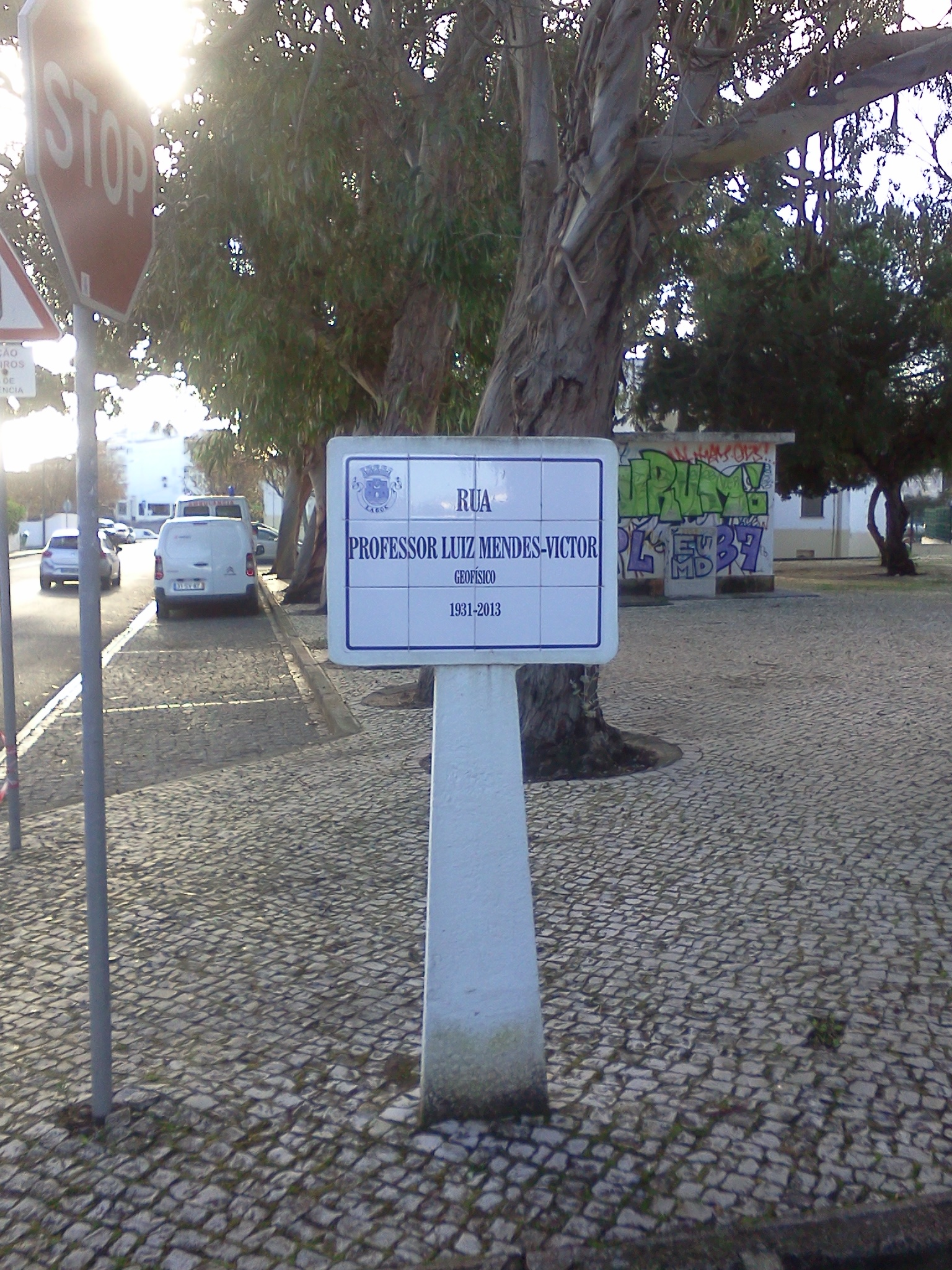
Placa toponímica da Rua Professor Luiz Mendes-Victor, em Lagos.

## Homenagens
Luís Mendes-Victor foi premiado em 1996 com a Medalha Sergey Soloviev, da Sociedade Europeia de Geofísica, pelo seu trabalho em problemas geológicos e hidrológicos, como terramotos e tsunamis. Em 21 de Novembro de 2005, foi honrado com o grau de comendador na Ordem de Santiago da Espada, no âmbito do Ano Internacional da Física.
Foi homenageado em Setembro de 2014 pela autarquia de Lagos. A cerimónia de homenagem iniciou-se no Salão Nobre dos Antigos Paços do Concelho, na Praça Gil Eanes, com a presença de vários convidados, incluindo os familiares e amigos de Luís Victor, como João Pereira Neto, secretário da Sociedade de Geografia de Lisboa, e o contra-almirante José Luis Branco Seabra de Melo. Discursaram o arquitecto Frederico Mendes Paula, João Pereira Neto, o presidente da Assembleia Municipal de Lagos, Paulo Morgado, e a presidente da Câmara Municipal de Lagos, Maria Joaquina Matos. A cerimónia foi concluída com a inauguração de uma placa toponímica na rua que recebeu o nome de Professor Luiz Mendes-Victor.